# Rio Grande (Ohio)
Rio Grande é uma vila localizada no estado norte-americano de Ohio, no Condado de Gallia.

## Demografia
Segundo o censo norte-americano de 2000, a sua população era de 915 habitantes.
Em 2006, foi estimada uma população de 877, um decréscimo de 38 (-4.2%).

## Geografia
De acordo com o United States Census Bureau tem uma área de 3,1 km², dos quais 3,1 km² cobertos por terra e 0,0 km² cobertos por água. Rio Grande localiza-se a aproximadamente 207 m acima do nível do mar.

## Localidades na vizinhança
O diagrama seguinte representa as localidades num raio de 24 km ao redor de Rio Grande.